# Oblężenie Mohylewa
Oblężenie Mohylewa miało miejsce w dniach 10 sierpnia - 4 października 1660 roku podczas wojny polsko-rosyjskiej 1654-1667.
Dnia 10 sierpnia 1660 roku oblężenie Mohylewa rozpoczęły wojska litewskie dowodzone przez podstolego litewskiego Krzysztofa Sapiehę. Wkrótce wojska litewskie wspomogła dywizja wojsk koronnych Stefana Czarnieckiego. Będący kluczem do Smoleńska Mohylew był ważną twierdzą pilnującą przeprawy przez Dniepr. Bez opanowania Mohylewa nie można było na trwałe przenieść działań wojennych na lewy brzeg Dniepru, gdyż bardzo liczna załoga twierdzy mogła zagrażać liniom komunikacyjnym wojsk Rzeczypospolitej operujących na lewym brzegu tej wielkiej rzeki. Garnizon Mohylewa liczył 2 000 żołnierzy rosyjskich oraz podobno 10 000 Kozaków, nie licząc mieszczan. Oblegająca twierdzę armia Rzeczypospolitej liczyła 9 000 żołnierzy, w tym tylko 2 000 piechoty i dragonów oraz kilka działek polowych. W tych warunkach nie można było nawet marzyć o poważnych pracach oblężniczych i postanowiono wziąć twierdzę głodem. W tym celu ograniczono się jedynie do blokowania twierdzy i zwalczania wycieczek wojsk garnizonowych. Około 15 sierpnia wojska oblężnicze wybudowały most, dzięki czemu w razie konieczności mogły szybko przeprawić się na drugi brzeg Dniepru. We wrześniu do wojsk oblężniczych dołączyła dywizja litewska Michała Paca. W tym momencie oblegająca Mohylew armia polsko-litewska osiągnęła stan 12 000 żołnierzy. Gdy pod Mohylew dotarła wieść o zbliżaniu się rosyjskiej armii Jerzego Dołgorukiego wszystkie wojska litewskie ruszyły za Dniepr naprzeciw zbliżającemu się niebezpieczeństwu. Pod Mohylewem pozostała jedynie dywizja koronna Stefana Czarnieckiego. Ze względu na zbliżającego się Dołgorukiego Stefan Czarniecki zwinął oblężenie 4 października i ruszył za Dniepr na pomoc wojskom litewskim. Cztery dni później w odległości 30 kilometrów doszło 8 października do nierozstrzygniętej bitwy nad rzeką Basią. Na skutek obecności nie pobitego Dołgorukiego i działań Iwana Andrzejewicza Chowańskiego oblężenia Mohylewa już nie wznowiono.

Rzeczpospolita odzyskała miasto w następnym roku na skutek powstania mieszczan przeciwko rosyjskim okupantom.